# Zebrarummet
Zebrarummet är en svensk dramaserie från 2021, skapad av Henrik Schyffert och Gustaf Skördeman. Serien hade premiär på streamingtjänsten Viaplay den 22 augusti 2021 och första säsongen består av åtta avsnitt.

## Handling
På Tuna Kvarn internatskola finns den gamla, exklusiva och delvis hemliga Zebraklubben. Två nyintagna svärs in och morgonen därpå hittas en smokingklädd kropp i ån.

## Rollista

### Huvudroller
- Edvin Endre – Philip
- Valter Skarsgård – Hugo
- Aliette Opheim – Sara
- Maxwell Vaz – Isaac
- Alva Bratt – Caroline
- Anton Forsdik – Robin
- Wilma Lidén – Louise
- Ella Rappich – Grace
- Amanda Lindh – Nathalie
- Aviva Wrede – Nasim
- Tiam Miladi – William
- Jesper Söderblom – Sasha
- Henrik Schyffert – Carl
- Adja Krook – Kendra
- Filip Slotte – Sebbe
- Nadja Halid – Amaya

### Återkommande roller
- Louise Nyvall – Anja
- Lisa Henni – Jovanna
- Jordi Almeida – Jorge
- Emil Almén – Kenneth
- Oskar Thunberg – Rolf
- Anna Bjelkerud – Elisabeth
- Gorki Glaser-Müller – Said